# Bannalec
Bannalec település Franciaországban, Finistère megyében. Lakosainak száma 5707 fő (2022. január 1.). Bannalec Scaër, Mellac, Pont-Aven, Riec-sur-Bélon, Rosporden, Saint-Thurien és Le Trévoux községekkel határos.

## Népesség
A település népességének változása:
| Lakosok száma | 5235 | 4975 | 4840 | 5061 | 5569 | 5634 | 5659 | 5668 | 5656 | 5707 |
|               | 1968 | 1982 | 1990 | 2006 | 2013 | 2015 | 2017 | 2019 | 2020 | 2022 |